# Lubbockichthys
Lubbockichthys is een geslacht van straalvinnige vissen uit de familie van dwergzeebaarzen (Pseudochromidae).

## Soorten
- Lubbockichthys multisquamatus (Allen, 1987)
- Lubbockichthys myersi Gill & Edwards, 2006
- Lubbockichthys tanakai Gill & Senou, 2002